# НХЛ у сезоні 1927—1928
НХЛ у сезоні 1927/1928 — 11-й регулярний чемпіонат НХЛ. Сезон стартував 15 листопада 1927. Закінчився фінальним матчем Кубка Стенлі 14 квітня 1928 між Нью-Йорк Рейнджерс та Монреаль Марунс перемогою «Рейнджерів» 2:1 в матчі та 3:2 в серії. Це перша перемога в Кубку Стенлі «Нью-Йорк Рейнджерс».

## Підсумкова турнірна таблиця

### Канадський дивізіон
| Команда            | І  | В  | П  | Н  | ШЗ  | ШП  | Очки |
| ------------------ | -- | -- | -- | -- | --- | --- | ---- |
| Монреаль Канадієнс | 44 | 26 | 11 | 7  | 116 | 48  | 59   |
| Монреаль Марунс    | 44 | 24 | 14 | 6  | 96  | 77  | 54   |
| Оттава Сенаторс    | 44 | 20 | 14 | 10 | 78  | 57  | 50   |
| Торонто Мейпл-Ліфс | 44 | 18 | 18 | 8  | 89  | 88  | 44   |
| Нью-Йорк Амеріканс | 44 | 11 | 27 | 6  | 63  | 128 | 28   |

### Американський дивізіон
| Команда            | І  | В  | П  | Н  | ШЗ | ШП  | Очки |
| ------------------ | -- | -- | -- | -- | -- | --- | ---- |
| Бостон Брюїнс      | 44 | 20 | 13 | 11 | 77 | 70  | 51   |
| Нью-Йорк Рейнджерс | 44 | 19 | 16 | 9  | 94 | 79  | 47   |
| Піттсбург Пайретс  | 44 | 19 | 17 | 8  | 67 | 76  | 46   |
| Детройт Кугарс     | 44 | 19 | 19 | 6  | 88 | 79  | 44   |
| Чикаго Блек Гокс   | 44 | 7  | 34 | 3  | 68 | 134 | 17   |

## Найкращі бомбардири
| Гравець        | Команда                         | І  | Г  | П  | О  |
| -------------- | ------------------------------- | -- | -- | -- | -- |
| Гові Моренц    | Монреаль Канадієнс              | 43 | 33 | 18 | 51 |
| Орель Жоля     | Монреаль Канадієнс              | 44 | 28 | 11 | 39 |
| Френк Буше     | Нью-Йорк Рейнджерс              | 44 | 23 | 12 | 35 |
| Джордж Хей     | Детройт Кугарс                  | 42 | 22 | 13 | 35 |
| Нельс Стюарт   | Монреаль Марунс                 | 41 | 27 | 7  | 34 |
| Арт Ганьє      | Монреаль Канадієнс              | 44 | 20 | 10 | 30 |
| Бан Кук        | Нью-Йорк Рейнджерс              | 44 | 14 | 14 | 28 |
| Білл Карсон    | Торонто Мейпл-Ліфс              | 32 | 20 | 6  | 26 |
| Френк Фінніган | Оттава Сенаторс                 | 38 | 20 | 5  | 25 |
| Білл Кук       | Нью-Йорк Рейнджерс              | 43 | 18 | 6  | 24 |
| Дюк Кітс       | Детройт Кугарс/Чикаго Блек Гокс | 38 | 14 | 10 | 24 |

## Найкращі воротарі
| Гравець          | Команда            | І  | Хв   | ПГ | ІБГ | ПГГ  |
| ---------------- | ------------------ | -- | ---- | -- | --- | ---- |
| Джордж Гейнсворт | Монреаль Канадієнс | 44 | 2730 | 48 | 13  | 1.05 |
| Алек Коннелл     | Оттава Сенаторс    | 44 | 2760 | 57 | 15  | 1.24 |
| Гел Вінклер      | Бостон Брюїнс      | 44 | 2780 | 70 | 15  | 1.51 |
| Рой Вортерс      | Піттсбург Пайретс  | 44 | 2740 | 76 | 11  | 1.66 |
| Клінт Бенедікт   | Монреаль Марунс    | 44 | 2690 | 76 | 6   | 1.70 |

Джерело: hockey-reference.com

## Плей-оф

### Попередній раунд
| Канадський дивізіон                            | Канадський дивізіон                | Канадський дивізіон                | Канадський дивізіон                | Канадський дивізіон                | Канадський дивізіон                |
| Оттава Сенаторс та Монреаль Марунс             | Оттава Сенаторс та Монреаль Марунс | Оттава Сенаторс та Монреаль Марунс | Оттава Сенаторс та Монреаль Марунс | Оттава Сенаторс та Монреаль Марунс | Оттава Сенаторс та Монреаль Марунс |
| Дата                                           | Господарі                          | Господарі                          | Гості                              | Гості                              |                                    |
| ---------------------------------------------- | ---------------------------------- | ---------------------------------- | ---------------------------------- | ---------------------------------- | ---------------------------------- |
| 27 березня                                     | Монреаль Марунс                    | 1                                  | 0                                  | Оттава                             |                                    |
| 29 березня                                     | Оттава                             | 1                                  | 2                                  | Монреаль Марунс                    |                                    |
| «Монреаль Марунс» здобув перемогу в серії 3:1. |                                    |                                    |                                    |                                    |                                    |

| Американський дивізіон                     | Американський дивізіон                  | Американський дивізіон                  | Американський дивізіон                  | Американський дивізіон                  | Американський дивізіон                  |
| Нью-Йорк Рейнджерс та Піттсбург Пайретс    | Нью-Йорк Рейнджерс та Піттсбург Пайретс | Нью-Йорк Рейнджерс та Піттсбург Пайретс | Нью-Йорк Рейнджерс та Піттсбург Пайретс | Нью-Йорк Рейнджерс та Піттсбург Пайретс | Нью-Йорк Рейнджерс та Піттсбург Пайретс |
| Дата                                       | Господарі                               | Господарі                               | Гості                                   | Гості                                   |                                         |
| ------------------------------------------ | --------------------------------------- | --------------------------------------- | --------------------------------------- | --------------------------------------- | --------------------------------------- |
| 27 березня                                 | Піттсбург                               | 0                                       | 4                                       | Н-Й Рейнджерс                           |                                         |
| 29 березня                                 | Піттсбург                               | 4                                       | 2                                       | Н-Й Рейнджерс                           |                                         |
| Н-Й Рейнджерс здобув перемогу в серії 6:4. |                                         |                                         |                                         |                                         |                                         |

### Півфінали
| Канадський дивізіон                          | Канадський дивізіон                   | Канадський дивізіон                   | Канадський дивізіон                   | Канадський дивізіон                   | Канадський дивізіон                   |
| Монреаль Марунс та Монреаль Канадієнс        | Монреаль Марунс та Монреаль Канадієнс | Монреаль Марунс та Монреаль Канадієнс | Монреаль Марунс та Монреаль Канадієнс | Монреаль Марунс та Монреаль Канадієнс | Монреаль Марунс та Монреаль Канадієнс |
| Дата                                         | Господарі                             | Господарі                             | Гості                                 | Гості                                 |                                       |
| -------------------------------------------- | ------------------------------------- | ------------------------------------- | ------------------------------------- | ------------------------------------- | ------------------------------------- |
| 31 березня                                   | Монреаль Канадієнс                    | 2                                     | 2                                     | Монреаль Марунс                       |                                       |
| 3 квітня                                     | Монреаль Марунс                       | 1                                     | 0                                     | Монреаль Канадієнс                    |                                       |
| Монреаль Марунс здобув перемогу в серії 3:2. |                                       |                                       |                                       |                                       |                                       |

| Американський дивізіон                     | Американський дивізіон              | Американський дивізіон              | Американський дивізіон              | Американський дивізіон              | Американський дивізіон              |
| Нью-Йорк Рейнджерс та Бостон Брюїнс        | Нью-Йорк Рейнджерс та Бостон Брюїнс | Нью-Йорк Рейнджерс та Бостон Брюїнс | Нью-Йорк Рейнджерс та Бостон Брюїнс | Нью-Йорк Рейнджерс та Бостон Брюїнс | Нью-Йорк Рейнджерс та Бостон Брюїнс |
| Дата                                       | Господарі                           | Господарі                           | Гості                               | Гості                               |                                     |
| ------------------------------------------ | ----------------------------------- | ----------------------------------- | ----------------------------------- | ----------------------------------- | ----------------------------------- |
| 31 березня                                 | Бостон                              | 1                                   | 1                                   | Н-Й Рейнджерс                       |                                     |
| 3 квітня                                   | Н-Й Рейнджерс                       | 4                                   | 1                                   | Бостон                              |                                     |
| Н-Й Рейнджерс здобув перемогу в серії 5:2. |                                     |                                     |                                     |                                     |                                     |

### Фінал

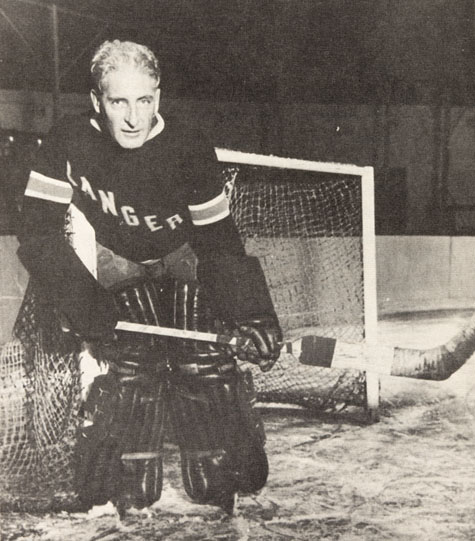
Лестер Патрик.

| Монреаль Марунс та Нью-Йорк Рейнджерс                             | Монреаль Марунс та Нью-Йорк Рейнджерс | Монреаль Марунс та Нью-Йорк Рейнджерс | Монреаль Марунс та Нью-Йорк Рейнджерс | Монреаль Марунс та Нью-Йорк Рейнджерс | Монреаль Марунс та Нью-Йорк Рейнджерс |
| Дата                                                              | Господарі                             | Господарі                             | Гості                                 | Гості                                 |                                       |
| ----------------------------------------------------------------- | ------------------------------------- | ------------------------------------- | ------------------------------------- | ------------------------------------- | ------------------------------------- |
| 5 квітня                                                          | Н-Й Рейнджерс                         | 0                                     | 2                                     | Монреаль Марунс                       |                                       |
| 7 квітня                                                          | Н-Й Рейнджерс                         | 2                                     | 1                                     | Монреаль Марунс                       |                                       |
| 10 квітня                                                         | Н-Й Рейнджерс                         | 0                                     | 2                                     | Монреаль Марунс                       |                                       |
| 12 квітня                                                         | Н-Й Рейнджерс                         | 1                                     | 0                                     | Монреаль Марунс                       |                                       |
| 14 квітня                                                         | Н-Й Рейнджерс                         | 2                                     | 1                                     | Монреаль Марунс                       |                                       |
| Н-Й Рейнджерс здобув перемогу в серії 3:2 та здобув Кубок Стенлі. |                                       |                                       |                                       |                                       |                                       |

Найкращий бомбардир
| Гравець    | Команда       | І | Г | П | О  |
| ---------- | ------------- | - | - | - | -- |
| Френк Буше | Н-Й Рейнджерс | 9 | 7 | 3 | 10 |

## Призи та нагороди сезону
| Нагороди               | Гравець          | Команда            |
| ---------------------- | ---------------- | ------------------ |
| Пам'ятний трофей Гарта | Гові Моренц      | Монреаль Канадієнс |
| Приз Леді Бінг         | Френк Буше       | Нью-Йорк Рейнджерс |
| Трофей Везини          | Джордж Гейнсворт | Монреаль Канадієнс |

| Нагорода               | Клуб               |
| ---------------------- | ------------------ |
| Приз принца Уельського | Бостон Брюїнс      |
| Приз О'Брайна          | Монреаль Канадієнс |
| Кубок Стенлі           | Нью-Йорк Рейнджерс |

## Дебютанти сезону
Список гравців, що дебютували цього сезону в НХЛ.
- Діт Клеппер, Бостон Брюїнс
- Датч Гейнор, Бостон Брюїнс
- Мервін Вентворт, Чикаго Блек Гокс
- Чарлі Гардінер, Чикаго Блек Гокс
- Ларрі Орі, Детройт Кугарс
- Марті Бурк, Монреаль Канадієнс
- Джиммі Ворд, Монреаль Марунс
- Джо Лемб, Монреаль Марунс
- Марті Беррі, Нью-Йорк Амеріканс
- Аллан Шілдс, Оттава Сенаторс
- Джо Прімо, Торонто Мейпл-Ліфс

## Завершили кар'єру
Список гравців, що завершили виступати в НХЛ.
- Біллі Буше, Нью-Йорк Амеріканс